# طالخونتشه
طالخونتشه (بالفارسية: طالخونچه) هي مدينة تقع في إيران في البلدة المركزية. يقدر عدد سكانها بـ 9,307 نسمة .